# تشارلي بورغس
تشارلي بورغس (بالإنجليزية: Charlie Burgess)‏ (1883 في المملكة المتحدة - 1956 في المملكة المتحدة) هو لاعب كرة قدم بريطاني (وحمل سابقاً جنسية المملكة المتحدة لبريطانيا العظمى وأيرلندا) في مركز الظهير. لعب مع ستوك سيتي ومانشستر سيتي.